# Ceratinia chanchamaya
Ceratinia chanchamaya är en fjärilsart som beskrevs av Richard Haensch 1905. Ceratinia chanchamaya ingår i släktet Ceratinia och familjen praktfjärilar. Inga underarter finns listade i Catalogue of Life.